# LogMeIn Hamachi
LogMeIn Hamachi er en virtual private network (VPN) shareware-applikation, hvormed der over internettet kan etableres direkte forbindelse mellem computere, som befinder sig bag en NAT-firewall, uden at det (i de fleste tilfælde) kræver rekonfigurering af disse. 
Applikationen skaber dermed en forbindelse over internettet, som meget nært emulerer situationen, hvor computerne er forbundet i et lokalnetværk. Hamachi findes indtil videre i en version for Microsoft Windows og Mac OS X, men har kun beta-version til Linux. Hamachi findes også, i en anderledes udgave end computerversionerne, til iOS og Android.

## Brug
Hamachi bliver ofte brugt til spil-servere. Når man laver en server til et spil så skal man sætte sit netværk op så det dur. Men med Hamachi så kan man simulere en slags LAN, selvom man er lang væk fra hinanden.